# 다니엘레 가티
다니엘레 가티(Daniele Gatti, 1961년 11월 6일~)는 이탈리아의 지휘자이다. 그는 암스테르담 로열 콘세르트헤보우 오케스트라, 런던 로열 필하모닉 오케스트라 수석지휘자, 프랑스 국립 오케스트라의 음악감독 등을 거쳐 현재 피오렌티노 마지오 무지칼레 오케스트라 수석지휘자, 말러 체임버 오케스트라의 예술고문 그리고 오케스트라 모차르트의 음악감독을 맡고 있다. 2024년부터 드레스덴 슈타츠카펠레의 차기 수석지휘자로 내정되었다.

## 생애
다니엘레 가티는 밀라노에서 태어났다. 밀라노 음악원에서 작곡과 지휘를 전공한 그는 1992년부터 1997년까지 로마 산타 체칠리아 국립음악원 관현악단의 음악감독을 맡았고, 1997년 볼로냐 시립극장의 음악감독이 되었다. 그는 또한 영국 코번트가든 로열오페라하우스의 수석객원지휘자로 재직하기도 했다.  2005년 주빈 메타와 크리스티안 틸레만과 함께 초대받아 빈국립오페라극장의 재개관(1955) 50주년을 기념콘서트를 지휘했다. 2008년 슈테판 헤르하임 제작의 파르지팔로 바이로이트 페스티벌에 데뷔했다.
1994년 가티는 로열 필하모닉 오케스트라를 처음 객원 지휘했고, 1996년 수석지휘자가 된다. 가티는 런던의 주요 오케스트라로써 로열필하모닉의 위상을 회복시켰다는 평가를 받는다. 그의 임기 중인 2004년, 로열필하모닉은 카도간 홀 상주단체가 되었고, 2007년에는 학생들에게 음악회 무료 입장을 시켜주는 것을 비롯한 영국 내 클래식 음악 인구 증가를 위한 사회공헌활동 성명을 지지하는 영국 오케스트라 지휘자 8인 중 한명이었다. 그는 2009년 수석지휘자 직에서 내려와 계관지휘자가 되었다.
가티는 2008년부터 2016년까지 프랑스 국립 오케스트라의 음악감독을 맡았고, 2009년부터 2012년까지 취리히 오페라의 수석지휘자로 활동했다. 2014년 10월 로열 콘세르트헤보우 오케스트라는 가티를 2016년부터 임기를 시작하는 제7대 수석지휘자로 임명했다. 2016년 가티는 말러 체임버 오케스트라의 예술고문으로 임명됐고, 그해 여름부터 현재까지 키지아나 음악원 여름아카데미에서 유망 지휘자들을 선별해 가르치고 있다. 가티는 로마 오페라 극장에서 2016-2017 시즌 처음 지휘했다. 이후 2년동안 종종 객원지휘자로 무대에 올랐고, 2018년 12월, 극장은 가티를 새 음악감독으로 지명한다고 밝혔다. 2019년 5월 그는 클라우디오 아바도의 뒤를 이어 그가 설립한 오케스트라 모차르트의 음악감독이 됐다.
2022년 6월 드레스덴 슈타츠카펠레는 투표에 의해 다니엘레 가티가 크리스티안 틸레만에 이어 2024년부터 수석지휘자가 된다고 발표했다.

## 수상과 훈장

### 수상
- 2015년 이탈리아 음악평론가협회 선정 올해의 지휘자 상 "Premio Abbiati"

### 훈장
- - 이탈리아 공화국 공로 훈장 대장교장 (그란데 우피치알레 오르디네 알 메리토)

- - 프랑스 공화국 공로 훈장 기사장 (레지옹 도뇌르 슈발리에)